# Jesús Serrano Pastor
Jesús Serrano Pastor CMF (ur. 25 maja 1902 w Corella, zm. 14 lipca 1997) – hiszpański duchowny katolicki posługujący w Panamie, wikariusz apostolski Darién 1956-1981.

## Życiorys
Święcenia kapłańskie otrzymał 29 maja 1926.
7 kwietnia 1956 papież Pius XII mianował go wikariuszem apostolskim Darién ze stolicą tytularną Hypselis. 22 sierpnia 1956 z rąk arcybiskupa Paula Berniera przyjął sakrę biskupią. 22 lipca 1981 ze względu na wiek złożył rezygnację z zajmowanej funkcji.
Zmarł 14 lipca 1997.